# Ian McNeice
Ian McNeice (Basingstoke, 2 ottobre 1950) è un attore britannico.

## Biografia
Ian McNeice nasce a Basingstoke nel Hampshire. Studia recitazione presso la Taunton School di Somerset e per due anni alla Salisbury Playhouse. Finiti gli studi intraprende subito la carriera di attore teatrale, durante la quale fa anche parte per quattro anni della Royal Shakespeare Company e recita a Broadway in una produzione dell'opera The Life and Adventures of Nicholas Nickleby.
La carriera televisiva dell'attore inizia nel 1977 in un episodio della serie televisiva Warship. Nel 1983 fa la sua prima apparizione cinematografica nel film Voice Over di Christopher Monger. La svolta nella sua carriera giunge nel 1985, anno in cui recita in cinque episodi della serie televisiva Edge of Darkness, nel ruolo di Harcourt. Da quel momento in poi inizia a comparire in numerose altre serie e in film quali 84 Charing Cross Road (1987), Fuga da Absolom (1994), L'inglese che salì la collina e scese da una montagna (1995), L'amore è un trucco (1997), Joseph and the Amazing Technicolor Dreamcoat (1999), La vera storia di Jack lo squartatore - From Hell (2001), Il giro del mondo in 80 giorni (2004), White Noise - Non ascoltate (2005) e Day of the Dead (2008).
Nel 1995 fa il suo debutto nel cinema statunitense partecipando al film Ace Ventura - Missione Africa con Jim Carrey. Nel 2005 presta la sua voce a Kwaltz nel film Guida galattica per autostoppisti e nel 2008 fa un cameo nel ruolo di Joachim von Kortzfleisch, generale tedesco che rifiutò di mettere le sue truppe sotto il comando di ufficiali che complottarono per rovesciare il governo di Hitler nel film Operazione Valchiria.
In televisione partecipa a molte serie televisive anche in ruoli importanti, come quello di Vladimir Harkonnen nella miniserie Dune - Il destino dell'universo (2000) e nel sequel I figli di Dune (2003). Tra il 2004 e il 2011 partecipa nel ruolo di Bert Large a tutte e dieci le stagioni di Doc Martin, e tra il 2005 e il 2007 recita nel ruolo ricorrente del lettore di notizie nella serie televisiva della HBO/BBC Roma. 
Era stato annunciato che sarebbe apparso nel ruolo di Illyrio Mopatis nell'episodio pilota della serie televisiva Il Trono di Spade, basata sui romanzi della saga Cronache del ghiaccio e del fuoco di George R. R. Martin, ma successivamente il ruolo fu assegnato a Roger Allam, a causa di conflitti di programmazione. Tra il 2010 e il 2011 appare in quattro episodi della serie televisiva Doctor Who nel ruolo di Winston Churchill, accanto all'undicesimo Dottore interpretato da Matt Smith. Oltre a quelle già citate è apparso come guest star anche in altre serie importanti come Chef!, Relic Hunter, Lewis e Jonathan Creek.

## Filmografia parziale

### Attore

#### Cinema
- Voice Over, regia di Christopher Monger (1983)
- 84 Charing Cross Road, regia di David Hugh Jones (1987)
- La segreta passione di Judith Hearne (The Lonely Passion of Judith Hearne), regia di Jack Clayton (1987)
- Valmont, regia di Miloš Forman (1989)
- Fuga da Absolom (No Escape), regia di Martin Campbell (1994)
- Il commediante (Funny Bones), regia di Peter Chelsom (1995)
- L'inglese che salì la collina e scese da una montagna (The Englishman Who Went Up a Hill But Came Down a Mountain), regia di Christopher Monger (1995)
- Ace Ventura - Missione Africa (Ace Ventura: When Nature Calls), regia di Steve Oedekerk (1995)
- L'amore è un trucco (The Beautician and the Beast), regia di Ken Kwapis (1997)
- Una vita esagerata (A Life Less Ordinary), regia di Danny Boyle (1997)
- Joseph and the Amazing Technicolor Dreamcoat, regia di David Mallet (1999)
- The Body, regia di Jonas McCord (2001)
- Amori in città... e tradimenti in campagna (Town & Country), regia di Peter Chelsom (2001)
- Il quarto angelo (The Fourth Angel), regia di John Irvin (2001)
- La vera storia di Jack lo squartatore - From Hell (From Hell), regia di Albert e Allen Hughes (2001)
- Amnèsia, regia di Gabriele Salvatores (2002)
- Il giro del mondo in 80 giorni (Around the World in 80 Days), regia di Frank Coraci (2004)
- Che pasticcio, Bridget Jones! (Bridget Jones: The Edge of Reason), regia di Beeban Kidron (2004)
- White Noise - Non ascoltate (White Noise), regia di Geoffrey Sax (2005)
- Oliver Twist, regia di Roman Polański (2005)
- Black Dahlia, regia di Brian De Palma (2006)
- Day of the Dead, regia di Steve Miner (2008)
- Operazione Valchiria (Valkyrie), regia di Bryan Singer (2008)
- Dickens - L'uomo che inventò il Natale (The Man Who Invented Christmas), regia di Bharat Nalluri (2017)
- Napoleon, regia di Ridley Scott (2023)

#### Televisione
- Warship – serie TV, episodio 4x02 (1977)
- The Cleopatras – serie TV, episodi 1x03-1x04 (1983)
- Edge of Darkness – serie TV, 5 episodi (1985)
- Il giro del mondo in 80 giorni (Around the World in 80 Days), regia di Buzz Kulik – miniserie TV (1989)
- Stay Lucky – serie TV, 10 episodi (1993)
- Chef! – serie TV, episodi 2x01-2x02-2x05 (1994)
- Cadfael - I misteri dell'abbazia (Cadfael) – serie TV, episodio 2x02 (1996)
- Dune - Il destino dell'universo (Dune), regia di John Harrison – miniserie TV (2000) – Vladimir Harkonnen
- L'ispettore Barnaby (Midsomer Murders) - serie TV, episodio 4x04 (2001)
- Conspiracy - Soluzione finale (Conspiracy), regia di Frank Pierson (2001) - film TV
- Relic Hunter – serie TV, episodio 3x21 (2002)
- I figli di Dune (Children of Dune), regia di Greg Yaitanes – miniserie TV (2003) – Vladimir Harkonnen
- Spartaco - Il gladiatore (Spartacus), regia di Robert Dornhelm – film TV (2004) – Lentulo Batiato
- Frankenstein, regia di Kevin Connor – miniserie TV (2004)
- Doc Martin – serie TV, 78 episodi (2004-2022)
- Roma (Rome) – serie TV, 20 episodi (2005-2007)
- Lewis – serie TV, episodio 2x03 (2008)
- Doctor Who – serie TV, 4 episodi (2010-in corso) – Winston Churchill
- Jonathan Creek – serie TV, episodio The Judas Tree (2010)
- The Sandman - serie Tv, episodio Il rumore delle sue ali (2022)

### Doppiatore
- Testament: The Bible in Animation – serie d'animazione, episodio 1x04 (1996) – Acab
- Guida galattica per autostoppisti (The Hitchhiker's Guide to the Galaxy), regia di Garth Jennings (2005)

## Doppiatori italiani
Nelle versioni in italiano delle opere in cui ha recitato, Ian McNeice è stato doppiato da:
- Paolo Lombardi in L'inglese che salì la collina e scese da una montagna, L'amore è un trucco, Dune - Il destino dell'universo, Doc Martin (st. 1-9), White Noise - Non ascoltate, Doctor Who, Operazione Valchiria
- Giorgio Lopez in Fuga da Absolom, Ace Ventura - Missione Africa
- Roberto Stocchi in The Body, Roma
- Luca Biagini in 84 Charing Cross Road
- Claudio De Angelis in La segreta passione di Judith Hearne
- Maurizio Mattioli ne Il giro del mondo in 80 giorni
- Claudio Fattoretto in Una vita esagerata
- Massimo Milazzo in Conspiracy - Soluzione finale
- Stefano De Sando ne I figli di Dune
- Manlio De Angelis ne Il giro del mondo in 80 giorni (film)
- Michele Gammino in Oliver Twist
- Carlo Valli in Dickens - L'uomo che inventò il Natale
- Ambrogio Colombo in Doc Martin (st. 10)
- Emidio La Vella in Napoleon

Da doppiatore è sostituito da:
- Rodolfo Bianchi in Guida galattica per autostoppisti